# Кродоара
Святая Кродоара — дворянка из династии Меровингов и основательница аббатства Аме.

## Биография
Считается что Кродоара родилась около 560 года в Швабии. Вероятно она была замужем за Бодогизелем, родив от него сынаАрнульфа Мецского.
В 1977 году в хоре церкви Святого Георгия и Святой Оды был обнаружен саркофаг Кродоары. На внешней стороне она изображена в виде настоятельницы с посохом в руках. Однако, хотя она была покровительницей и благодетельницей аббатства, она, по-видимому, не была настоятельницей.